# Айварс Друпасс
Айварс Друпасс (латис. Aivars Drupass, рос. Айвар Иварович Друпас, нар. 3 серпня 1963, Рига — 1999) — радянський, згодом латвійський футболіст, нападник. Разом з Раймондсом Лайзансом став першим в історії легіонером «Карпат» (Львів).

## Клубна кар'єра
Вихованець ризької «Радіотехніки», що виступала в республіканському чемпіонаті. Перший тренер — Зигмунд Кипуліс.
У дорослому футболі дебютував 1982 року виступами за «Даугаву» (Рига). Восени того ж року був призваний до армії і ненадовго змушений був перервати футбольні виступи, проте з 1984 по 1985 рік грав у складі «армійських» команд Хабаровська та Москви.
Після завершення служби 1986 року повернувся в рідну «Даугаву». Цього разу відіграв за клуб з Риги наступні п'ять сезонів своєї ігрової кар'єри. Більшість часу, проведеного у складі ризької «Даугава», був основним гравцем атакувальної ланки команди.
В останньому чемпіонаті СРСР захищав кольори львівських «Карпат», а після розпаду СРСР повернувся на батьківщину, підписавши контракт зі «Сконто», у складі якого в першому ж сезоні став чемпіонам та володарем кубку Литви.
Завершив професійну ігрову кар'єру у нижчоліговому шведському клубі «Тідагольм», за який виступав протягом 1994 року.
Помер влітку 1999 року на 36-му році життя після тривалої тяжкої хвороби.

## Виступи за збірну
8 квітня 1992 року дебютував в офіційних матчах у складі національної збірної Латвії. Протягом кар'єри у національній команді провів у формі головної команди країни лише 3 матчі, забивши 1 гол.
| Дата       | Місто    | Господарі | Результат | Гості  | Турнір           | Голи | Примітки |
| ---------- | -------- | --------- | --------- | ------ | ---------------- | ---- | -------- |
| 8-4-1992   | Бухарест | Румунія   | 0 – 2     | Латвія | товариський матч | -    | 70'      |
| 19-8-1994  | Рига     | Латвія    | 4 – 1     | Мальта | товариський матч | 1    |          |
| 10-11-1994 | Рига     | Латвія    | 1 – 3     | Грузія | товариський матч | -    |          |
| Усього     |          | Матчів    | 3         |        | Голів            | 1    |          |

## Досягнення
- Чемпіон Латвії: 1992
- Володар Кубка Латвії: 1992